# Rapayan (distrito)
Rapayan é um distrito peruano localizado na Província de Huari, departamento Ancash. Sua capital é a cidade de Rapayan.

## Transporte
O distrito de Rapayan não é servido pelo sistema de estradas terrestres do Peru.